# بطولة العالم للدراجات على المضمار 2016
بطولة العالم للدراجات على المضمار 2016 هي بطولة العالم لسباق الدراجات على المضمار لعام 2016. وقد جرت في لندن خلال الفترة 2–6 مارس 2016.

## جدول
الجدول الزمني للأحداث كما يلي:
|  | منافسة | F | نهائي |

| تاريخ →              | الأربعاء 2 | الأربعاء 2 | الثلاثاء 3 | الثلاثاء 3 | الجمعة 4        | الجمعة 4 | السبت 5 | السبت 5 | الأحد 6 | الأحد 6 |
| منافسة ↓             | A          | E          | A          | E          | A               | E        | A       | E       | A       | E       |
| -------------------- | ---------- | ---------- | ---------- | ---------- | --------------- | -------- | ------- | ------- | ------- | ------- |
| الكيلو متر ضد الساعة |            |            | F          |            |                 |          |         |         |         |         |
| المطاردة الفردية     |            |            |            |            | Q               | F        |         |         |         |         |
| الكيرين              |            |            |            |            |                 |          |         |         | R1, R   | R2, F   |
| الأومنيوم            |            |            |            |            | SR, IP          | ER       | TT, FL  | PR      |         |         |
| النقاط               |            |            |            |            |                 | F        |         |         |         |         |
| الخدش - السكراتش     |            | F          |            |            |                 |          |         |         |         |         |
| السرعة الفردية       |            |            |            |            | Q, 1/16, 1/8, R |          | QF      | SF, F   |         |         |
| المطاردة الفرقية     | Q          |            | R1         | F          |                 |          |         |         |         |         |
| السرعة الفردية للفرق | Q          | F          |            |            |                 |          |         |         |         |         |
| ماديسون              |            |            |            |            |                 |          |         |         |         | F       |

| تاريخ →                    | الأربعاء 2 | الأربعاء 2 | الثلاثاء 3 | الثلاثاء 3 | الجمعة 4 | الجمعة 4 | السبت 5         | السبت 5 | الأحد 6 | الأحد 6 |
| منافسة ↓                   | A          | E          | A          | E          | A        | E        | A               | E       | A       | E       |
| -------------------------- | ---------- | ---------- | ---------- | ---------- | -------- | -------- | --------------- | ------- | ------- | ------- |
| 500 متر ضد الساعة للنساء   |            |            |            |            | F        |          |                 |         |         |         |
| المطاردة الفردية للنساء    | Q          | F          |            |            |          |          |                 |         |         |         |
| الكيرين للنساء             |            |            | R1, R      | R2, F      |          |          |                 |         |         |         |
| الأومنيوم للنساء           |            |            |            |            |          |          | SR, IP          | ER      | TT, FL  | PR      |
| النقاط للنساء              |            |            |            |            |          |          |                 | F       |         |         |
| الخدش للنساء               |            |            |            | F          |          |          |                 |         |         |         |
| السرعة الفردية للنساء      |            |            |            |            |          |          | Q, 1/16, 1/8, R |         | QF      | SF, F   |
| المطاردة الفرقية للنساء    |            |            | Q          |            | R1       | F        |                 |         |         |         |
| السرعة الفردية لفرق النساء | Q          | F          |            |            |          |          |                 |         |         |         |

## الميداليات

### جدول الميداليات
| الترتيب  | منتخب            | ذهبية | فضية | برونزية | المجموع |
| -------- | ---------------- | ----- | ---- | ------- | ------- |
| 1        | بريطانيا العظمى  | 5     | 1    | 3       | 9       |
| 2        | ألمانيا          | 3     | 2    | 3       | 8       |
| 3        | أستراليا         | 2     | 2    | 1       | 5       |
| 4        | روسيا            | 2     | 0    | 1       | 3       |
| 5        | الصين            | 1     | 2    | 0       | 3       |
| 6        | نيوزيلندا        | 1     | 1    | 0       | 2       |
| 6        | بولندا           | 1     | 1    | 0       | 2       |
| 8        | إسبانيا          | 1     | 0    | 1       | 2       |
| 8        | الولايات المتحدة | 1     | 0    | 1       | 2       |
| 10       | كولومبيا         | 1     | 0    | 0       | 1       |
| 10       | إيطاليا          | 1     | 0    | 0       | 1       |
| 12       | هولندا           | 0     | 3    | 1       | 4       |
| 13       | كندا             | 0     | 2    | 2       | 4       |
| 14       | فرنسا            | 0     | 2    | 1       | 3       |
| 15       | النمسا           | 0     | 1    | 0       | 1       |
| 15       | هونغ كونغ        | 0     | 1    | 0       | 1       |
| 15       | المكسيك          | 0     | 1    | 0       | 1       |
| 18       | بلجيكا           | 0     | 0    | 1       | 1       |
| 18       | كوبا             | 0     | 0    | 1       | 1       |
| 18       | الدنمارك         | 0     | 0    | 1       | 1       |
| 18       | ماليزيا          | 0     | 0    | 1       | 1       |
| 18       | سويسرا           | 0     | 0    | 1       | 1       |
| الاجمالي | الاجمالي         | 19    | 19   | 19      | 57      |

### الحاصلين على الميداليات
| منافسات الرجال              | | |                                                                                              |
| السرعة الفردية              | جيسون كيني · المملكة المتحدة                                                                          | ماثيو غليتزر · أستراليا                                                                                 | دينيس ديميترييف · روسيا                                                                      |
| السرعة الفردية للفرق        | نيوزيلندا · إيثان ميتشل · سام ويبستر (دراج) · إدي دوكينز                                              | هولندا · نيلز هوندردال [الإنجليزية] · جيفري هوغلاند · ماتيس بوشلي · هوغو هاك [الإنجليزية]               | ألمانيا · رينيه اندرز · ماكس نيدرلاغ [الإنجليزية] · يواكيم إيلرز                             |
| المطاردة الفرقية            | أستراليا · سام ويلسفورد · مايكل هيبورن · كالوم سكوتسون · مايلز سكوتسون · الكسندر بورتر · لوقا دافيسون | بريطانيا العظمى · جوناثان ديبن · إد كلانسي · أوين دول · برادلي ويغينز · ستيفن بيرك · اندي تينانت (دراج) | الدنمارك · لاسي نورمان هانسن · نيكلاس لارسن · فريدريك مادسن · كاسبر فون فولساش · راسموس كواد |
| الكيرين                     | يواكيم إيلرز · ألمانيا                                                                                | إدي دوكينز · نيوزيلندا                                                                                  | عزيزول حسني أوانغ · ماليزيا                                                                  |
| الأومنيوم                   | فرناندو جافيريا · كولومبيا                                                                            | روجر كلوج · ألمانيا                                                                                     | جلين أوشي · أستراليا                                                                         |
| الكيلو متر ضد الساعة[O]     | يواكيم إيلرز · ألمانيا                                                                                | ثيو بوس · هولندا                                                                                        | كوينتين لافارج · فرنسا                                                                       |
| المطاردة الفردية[O]         | فيليبو غانا · إيطاليا                                                                                 | دومينيك وينشتاين · ألمانيا                                                                              | اندي تينانت (دراج) · المملكة المتحدة                                                         |
| الخدش - السكراتش[O]         | سيباستيان مورا · إسبانيا                                                                              | إغناسيو برادو · المكسيك                                                                                 | كلاوديو إمهوف · سويسرا                                                                       |
| النقاط[O]                   | جوناثان ديبن · المملكة المتحدة                                                                        | أندرياس غراف · النمسا                                                                                   | كيني دي كيتيلي · بلجيكا                                                                      |
| ماديسون[N]                  | بريطانيا العظمى · برادلي ويغينز · مارك كافنديش                                                        | فرنسا · مورغان كنيسكي · بنيامين توماس                                                                   | إسبانيا · سيباستيان مورا · ألبرت توريس                                                       |
| منافسات النساء              | | |                                                                                              |
| السرعة الفردية للنساء       | تشونغ تيانشي · الصين                                                                                  | لين جونهونغ [الإنجليزية] · الصين                                                                        | كريستينا فوجل · ألمانيا                                                                      |
| السرعة الفردية لفرق النساء  | روسيا · داريا شمليفا · أناستازيا فوينوفا                                                              | الصين · غونغ جينجي · تشونغ تيانشي                                                                       | ألمانيا · ميريام ويلت · كريستينا فوجل                                                        |
| المطاردة الفرقية للنساء     | الولايات المتحدة · سارة همر · كيلي كاتلين · كلو ديجيرت · جنيفر فالنتي                                 | كندا · أليسون بيفيريدج · جاسمين غليسر · كيرستي لاي · جورجيا سامرلينغ                                    | بريطانيا العظمى · لورا تروت · إلينور باركر · سيارا هورن · جوانا روسيل                        |
| الكيرين للنساء              | كريستينا فوجل · ألمانيا                                                                               | آنا مارس · أستراليا                                                                                     | بيكي جيمس · المملكة المتحدة                                                                  |
| الأومنيوم للنساء            | لورا تروت · المملكة المتحدة                                                                           | لوري برثون · فرنسا                                                                                      | سارة همر · الولايات المتحدة                                                                  |
| 500 متر ضد الساعة للنساء[O] | أناستازيا فوينوفا · روسيا                                                                             | لي واي سزي · هونغ كونغ                                                                                  | إليس ليغتل · هولندا                                                                          |
| المطاردة الفردية للنساء[O]  | ريبيكا وايساك · أستراليا                                                                              | ماغورزاتا ووجتيرا · بولندا                                                                              | آني فوريمان ماكي · كندا                                                                      |
| الخدش للنساء[O]             | لورا تروت · المملكة المتحدة                                                                           | كيرستن وايلد · هولندا                                                                                   | ستيفاني روردا · كندا                                                                         |
| النقاط للنساء[O]            | كاتارزينا باولوسكا · بولندا                                                                           | جاسمين غليسر · كندا                                                                                     | أرلينيس سيرا · كوبا                                                                          |

### ملاحظة
- يشارك الراكبون بالخط «المائل» لم يشاركوا في نهائيات الميداليات.
- O  In the Olympics, all shaded events (except the madison) are contested within the omnium only.
- N  The madison is not contested in the Olympics.

## البلدان المشاركة
تم تسجيل 390 دراجاً من 45 دولة في بطولة هذا العام،  ولم يشارك الدراجون المصريون والمغربيون في البطولة. ويظهر بين قوسين عدد الدراجون المسجلون لكل دولة. ولم ينافس جميع الدراجين المسجلين في البطولة.
| البلدان المشاركة |
| --- |
| - أستراليا (20) - النمسا (2) - أذربيجان (2) - روسيا البيضاء (8) - بلجيكا (6) - البرازيل (5) - كندا (15) - تشيلي (1) - الصين (20) - تايوان (1) - كولومبيا (7) - كوبا (3) - جمهورية التشيك (9) - الدنمارك (9) - مصر (1) - فنلندا (1) - فرنسا (18) - ألمانيا (21) - المملكة المتحدة (21) - هونغ كونغ (7) - المجر (1) - الهند (1) - أيرلندا (9) - إيطاليا (16) - اليابان (13) - كازاخستان (3) - ليتوانيا (4) - المغرب (18) - ماليزيا (2) - المكسيك (6) - هولندا (15) - نيوزيلندا (19) - بولندا (17) - البرتغال (4) - روسيا (20) - جنوب أفريقيا (1) - كوريا الجنوبية (6) - إسبانيا (15) - سويسرا (7) - سورينام (1) - سلوفاكيا (1) - ترينيداد وتوباغو (1) - أوكرانيا (9) - الولايات المتحدة (14) - فنزويلا (6) |

## شبكات البث
| قائمة شبكات ابث |
| --- |
| أوروبا - بي بي سي: المملكة المتحدة - بي إن سبورت: فرنسا، موناكو، أندورا. - Charlton: إسرائيل - Czech TV: التشيك - تلفزيون فرنسا: فرنسا - ماتش تي في: روسيا - نيديرلاندز أومروب ستيكتينغ [الإنجليزية]: هولندا - أو آر إف: النمسا - بولسات: بولندا - Pro TV: رومانيا - راي (راديو تلفزيون إيطاليا): إيطاليا - آر تي بي إف: بلجيكا - Slovak TV: سلوفاكيا - سبورت 1 [الإنجليزية]: المجر - Sportklub: صربيا، الجبل الأسود، كرواتيا، البوسنة، كوسوفو، مقدونيا، سلوفينيا - SRG SSR: سويسرا - تي في 2 [الإنجليزية]: النرويج - Viasat: الدنمارك، إستونيا، لاتفيا، فنلندا، ليتوانيا، - VRT : بلجيكا أمريكا الشمالية/ كندا - Réseau des sports: كندا - Rogers Sportsnet: كندا - يونيفرسال إتش دي [الإنجليزية]: الولايات المتحدة الأمريكية أمريكا الجنوبية - كانيس جلوبو: البرازيل - شبكة تليفيسا ديبورتيس [الإنجليزية]: عموم أمريكا الجنوبية آسيا - Astro (television): ماليزيا - I-Cable: هونغ كونغ - هيئة الإذاعة اليابانية: اليابان - Sony India: الهند - Sportcast: تايوان - SPOTV: كوريا - TrueVisions: تايلاند أفريقيا - Mnet Supersport: عموم أفريقيا أستراليا - المصلحة الخاصة للبث: أستراليا - Sky New-Zealand: نيوزيلاندا |

## وصلات خارجية
- Official website
- UCI Website
- Official results and starting lists